# شوشي
شوشي (بالأرمنية: Շուշի) مقاطعة من المقاطعات الثمانية التي تتبع جمهورية مرتفعات قرة باغ المستقلة بحكم الأمر الواقع، لكن رسمياً أراضيها جزء من أذربيجان بحكم القانون، تقع شوشي في جنوب الجمهورية.